# Giovanni della Grossa
Giovanni della Grossa, est un écrivain, chroniqueur, né le 11 décembre 1388 à Grossa un petit village de Corse-du-Sud. Voulant raconter l’histoire de son pays depuis les origines jusqu’à l’époque qui lui est contemporaine, il écrit au XVe siècle le premier grand texte historique et littéraire en Corse. Sa chronique, d’une grande fiabilité pour l’histoire de son temps, se termine en 1464 ; année supposée de sa mort.
Ses chroniques, d'une absolue véracité pour l'histoire de son temps, sont les seules sources d'histoire interne du Moyen Âge en Corse utilisées jusqu'à nos jours. Des deux siècles qui le précèdent, il en a fait un récit ne comportant que quelques erreurs chronologiques dont certaines sont imputables à ses continuateurs. Les évènements d'avant le millénaire ne sont pas attesté par d'autres sources, donnant à cette partie du récit un statut plus légendaire qu'historique. 

## Biographie
Giovanni est né le 11 décembre 1388 à Grossa, un petit village près de Sartène en Corse-du-Sud. Ce lieu, situé dans l’ « Au-delà des Monts » selon la terminologie de l’époque, faisait partie de la seigneurie de la Rocca. 
La date de 1464, qui correspond à la fin de sa Chronique, est généralement considérée comme celle de sa mort.

### Études
À Bonifacio il a étudié la grammaire, c’est-à-dire des études comportant l’apprentissage du latin ; puis il a poursuivi son instruction à Naples comme beaucoup de jeunes Corses désireux de s'instruire.

### Profession
Devenu notaire, Giovanni a été au service de tous les maîtres de la Corse de son temps :
- En 1406, à l’âge de 18 ans il est installé notaire à Biguglia au service du gouverneur génois Andria Lomellino. Puis, pendant plus de 50 ans, sa carrière se poursuit en tant qu’écrivain-greffier, lieutenant, intendant-gestionnaire des camps militaires, vicaire de justice, commissaire chargé par le pouvoir d’établir la justice, de maintenir l’ordre et de collecter les tailles.
- Écrivain-notaire, il sert le comte de Corse Vincentello d'Istria de 1419 à 1426 date à laquelle il doit se réfugier auprès de son adversaire, favorable aux Génois : Simone Da Mare, seigneur de San Colombano, pour y remplir les mêmes fonctions.
- Au cours des décennies, il entre également au service de la famille des gouverneurs génois Fregoso, des légats pontificaux et de l’Office de San-Giorgio. À plusieurs reprises, à cause des temps agités de cette époque, il connaît l’exil, en Sardaigne, dans le Cap Corse et même à Rome où il est obligé de résider en 1445 alors qu’il y conduisait une ambassade auprès du pape Eugène IV. Il arrête ses fonctions en 1456[2] et se retire dans son village.

## Œuvres
- l'Histoire corse.

Pour l’histoire des époques précédentes, Giovanni s’est servi de textes imparfaits d’écrivains anciens qui nous sont inconnus, il a consulté chartes et archives, il s’est appuyé sur une très forte tradition orale et il est allé observer les vestiges des bâtisses anciennes pour vérifier si les dires correspondaient aux réalités du terrain. En ce qui concerne l’histoire de son temps, grâce à sa carrière professionnelle et à sa proximité avec les pouvoirs successifs, ses écrits sont d’une grande fiabilité et son récit n’est pas démenti par d’autres sources ou documents.
Pourtant son œuvre a été très critiqué à cause des mythes et légendes qu’on y retrouve.
On lui a ainsi reproché d’être le seul à évoquer le mythe du chevalier romain Ugo Colonna, qui aurait été envoyé par la papauté pour reconquérir la Corse, alors aux mains des Sarrasins.

Ce personnage, devenu le fondateur d’une lignée suzeraine dans l’île, les Cinarchesi, n’aurait pas d’existence réelle selon les historiens.
Certains accusent le récit de Giovanni della Grossa de vouloir légitimer la domination des Cinarchesi, d’autres le chargent d’avoir brossé sous un jour favorable la domination des Génois et finalement ces contradictions méritent que l’on fasse une étude plus approfondie des opinions de l’auteur.
Le manuscrit original Cronica corsesca dont il est le principal auteur n’a pas été retrouvé jusqu’à aujourd’hui. Le texte est parvenu jusqu’à nous grâce à quelques copies. Malgré l’énorme travail des copistes, beaucoup d’erreurs ont été commises, des pages ont été perdues, des précisions ont été rajoutées, si bien que le récit a certainement subi de nombreuses transformations.
Giovanni della Grossa a eu des continuateurs. Le récit de l’histoire corse a été repris par d’autres chroniqueurs, d’abord par Pier Antonio Monteggiani jusqu’en 1524, puis par Marcantonio Ceccaldi jusqu’en 1559 mais tous ces ouvrages, ainsi que celui de Giovanni della Grossa n’ont pas été publiés. Seul Anton Pietro Filippini reprend le récit de ses prédécesseurs, et le publie en 1594 avec le sien qui s’arrête à cette date sous le nom d’Istoria di Corsica. Dans ce livre, les écrits de Giovanni della Grossa sont résumés et commentés.
En 1888, l’abbé Letteron, professeur de lettres à Bastia, traduit et publie la chronique de Filippini. En 1910, il publie une version plus complète de la chronique de Giovanni della Grossa, le manuscrit Y de la bibliothèque de Bastia. En 1998, Mathée Giacomo-Marcellesi et Antoine Casanova publient une version bilingue de cette œuvre.
Avec le Programme FEDER 2017-2022 ECM – Les Espaces de la Corse Médiévale, des chercheurs de l'université de Corse réalisèrent un travail de numérisation de la Chronique de Giovanni della Grossa.